# Папоцце
Папоцце (итал. Papozze) — коммуна в Италии, располагается в провинции Ровиго области Венеция.
Население составляет 1741 человек, плотность населения составляет 83 чел./км². Занимает площадь 21 км². Почтовый индекс — 45010. Телефонный код — 0426.
Покровителем коммуны почитается святой апостол Варфоломей, празднование 24 августа.